# Capela de Rosslyn
A Capela de Rosslyn ou Catedral de Rosslyn foi construída em 1446, em Roslin, na Escócia. Foi fundada, por William Sinclair, 1.° Conde de Caithness, com o nome de Collegiate Chapel of St. Matthew. É atravessada pelo meridiano de Paris.
Diz a lenda que ela foi construída pelos Cavaleiros Templários para proteger o Santo Graal, que, como se diz, está embaixo da rosa. Rosslyn é a linha rosa original, por isso a tal lenda.
Foi popularizada no romance O Código Da Vinci pelo autor americano Dan Brown.
Naturalmente o Santo Graal só pode ser Maria Santíssima, mas Santa Maria de Magdala que, com santo Lázaro e santa Marta teriam atingido o sul da França, bem teria chegado lá com as suas relíquias. Sendo também exposta em "O Símbolo Perdido" do mesmo autor, como a Casa do Templo, onde é, devido a sua arquitetura, comparada a sede do Supremo Conselho da Maçonaria.